# Пандіріппу-1B
Грама Ніладхарі Пандіріппу-1B (№ KP/66/3) — Грама Ніладхарі підрозділу ОС Калмунай-Таміл, округ Ампара, Східна провінція, Шрі-Ланка.

## Демографія
| Населення (2007) | Населення (2007) | Населення (2007) | Населення (2007) | Населення (2007) |
| Населення        | Чоловіки         | Жінки            | Діти             | Дорослі          |
| ---------------- | ---------------- | ---------------- | ---------------- | ---------------- |
| 930              | 422              | 508              | 290              | 640              |